# Wilson Kipsang
Wilson Kipsang Kiprotich (Keiyo, 15 de março de 1982) é um corredor de longa distância queniano, duas vezes vencedor da Maratona de Londres, medalha de bronze nesta prova nos Jogos Olímpicos de Londres 2012 e ex-recordista mundial da maratona.
Nascido no pequeno distrito de Keiyo, interior do Quênia, tornou-se competitivo no atletismo enquanto servia na polícia local. Em 2007 se profissionalizou e fez sua estreia em maratonas em 2010, na Maratona de Paris, onde ficou em 3º lugar com o tempo de 2:07:13. Em outubro do mesmo ano venceu a Maratona de Frankfurt em 2:04:57, que o colocou entre os oito melhores do mundo. No ano seguinte voltou a Frankfurt esperando quebrar o recorde mundial do compatriota Patrick Macau — 2:03:38 — e mesmo não atingindo seu objetivo, fez a segunda melhor marca de todos os tempos, 2:03:42.
Em abril de 2012 venceu a Maratona de Londres em 2:04:44, tornando-se o favorito ao ouro para a maratona olímpica, a ser disputada no mesmo local, quatro meses depois. Na prova dos Jogos, Kipsang assumiu a liderança, afastando-se do segundo pelotão, antes mesmo do meio da prova. Sem conseguir manter o ritmo, acabou na terceira posição ganhando a medalha de bronze. Em dezembro de 2012 venceu a Maratona de Honolulu.
Kipsang iniciou 2013 em grande forma, vencendo a Meia-Maratona de Nova York. Em setembro do mesmo ano, ele estabeleceu um novo recorde mundial para a maratona, na Maratona de Berlim, com a marca de 2:03:23 , abaixando em 15s a marca anterior de seu compatriota Patrick Makau, conquistada nesta mesma prova em 2011. Sua marca foi quebrada no ano seguinte e na mesma prova pelo também queniano Dennis Kimetto.
Em 2014 venceu pela segunda vez a Maratona de Londres em 2:04:29, novo recorde para aquele percurso, e estreou na Maratona de Nova York vencendo em 2:10m:59.
Em 2015, disputou apenas uma maratona, a de Londres, onde chegou em segundo lugar, em 2:04:47, atrás do compatriota Eliud Kipchoge. Contusões afetaram seu desempenho a partir daí, e em sua próxima maratona, também em Londres no ano seguinte, ficou apenas em sétimo lugar, o que lhe custou uma vaga na equipe queniana que disputou a maratona olímpica da Rio 2016. Recuperado, em setembro do mesmo ano proporcionou uma das melhores provas da história da Maratona de Berlim, ao disputar a corrida até o último quilômetro lado a lado com o etíope Kenenisa Bekele, os dois em ritmo de novo recorde mundial, chegando em segundo lugar com a marca de 2:03:13, sua melhor marca pessoal, quarta melhor marca da história e dez segundos mais rápida que o tempo que lhe tinha dado o recorde mundial nesta mesma prova em 2013.
Em fevereiro de 2017 ele venceu a Maratona de Tóquio em 2:03:58, a marca mais rápida para uma maratona já corrida no Japão e na Ásia.